# Gwalior
Gwalior (hindi ग्वालियर, ISO 15919 Gvāliyar, persiano گوالیور, Gwālyūr) è una suddivisione dell'India, classificata come municipal corporation, di 826 919 abitanti, capoluogo del distretto di Gwalior e della divisione di Gwalior, nello stato federato del Madhya Pradesh. In base al numero di abitanti la città rientra nella classe I (da 100 000 persone in su).
In posizione strategica, al centro dell'India settentrionale, Gwalior è stata la capitale della regione storica del Gird (XI secolo), quindi la sua importante fortezza ha visto succedersi diversi domini.

## Geografia fisica
La città è situata a 26° 13' 25 N e 78° 10' 45 E e ha un'altitudine di 196 m s.l.m.

## Storia
Il forte fu costruito dai Rajput Kachwaha nel X secolo, fu conquistato dai Sultani di Delhi e nel 1398 preso dai Rajput Tomar; nel 1516 passò ai Moghul, poi ai Maratti e ai Jat. Durante i moti indiani del 1857 fu conquistato dai britannici che lo strapparono alla rani di Jhansi, poi nel 1886 passò nelle mani della dinastia Scindia che fecero della città la capitale del Principato di Gwalior.

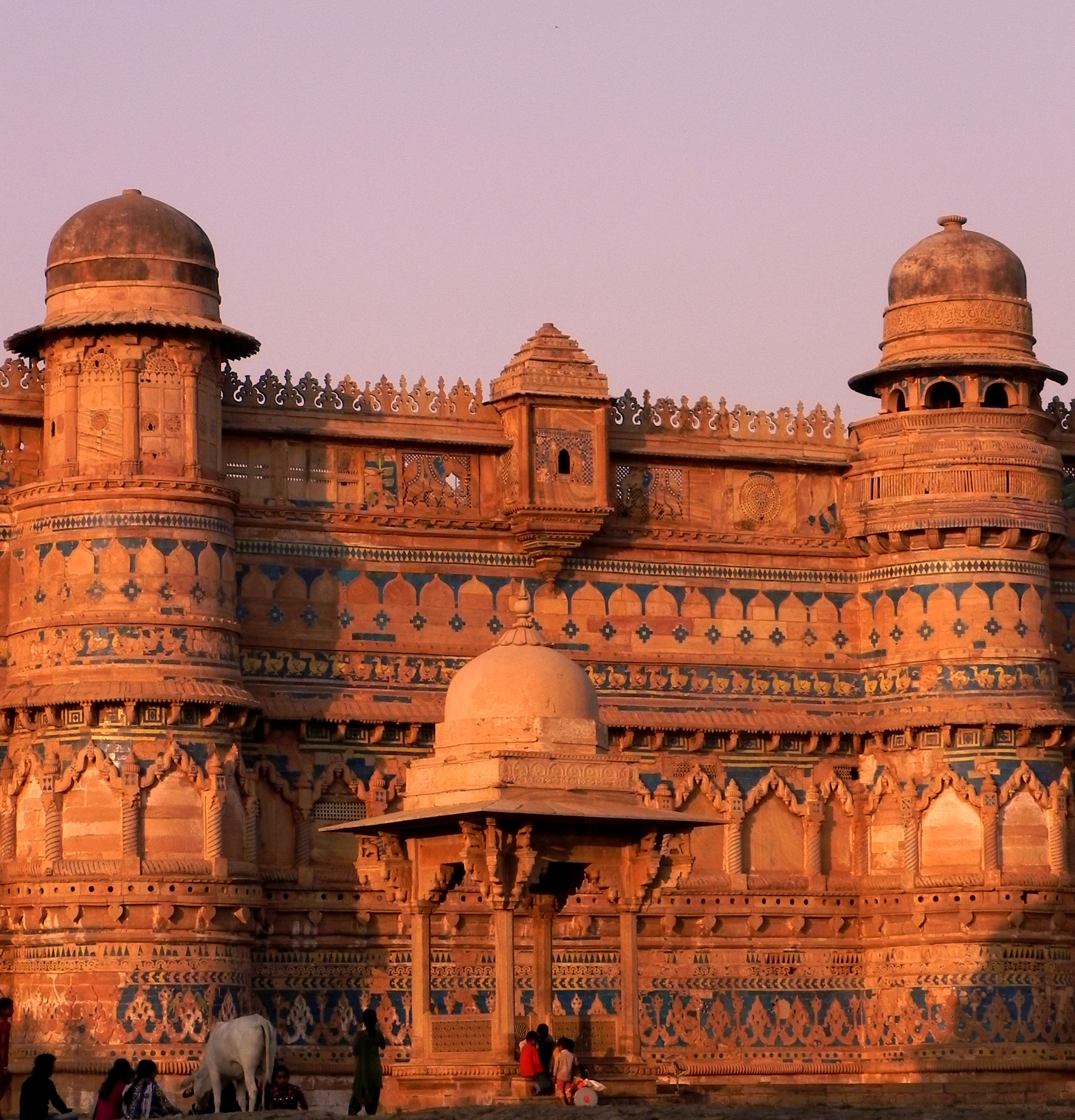
Il palazzo Man Mandir, porzione principale del Forte di Gwalior

## Monumenti e luoghi d'interesse
Questi sono i principali monumenti di Gwalior:
- Forte di Gwalior
- Templi Sasbahu (X secolo)
- Man Mandir (1486 - 1517)
- Museo Archeologico, custodisce le statue trovate nei dintorni.
- Jami Masjid (1661), moschea.
- Tomba di Muhammad Ghaus (fine XVI secolo)
- Tomba di Tansen (inizio XVII secolo)
- Jai Vilas (1872 - 1874), palazzo residenza dei principi di Gwalior, progettato dal tenente colonnello britannico sir Michael Filose.

## Società

### Evoluzione demografica
Al censimento del 2001 la popolazione di Gwalior assommava a 826 919 persone, delle quali 442 484 maschi e 384 435 femmine. I bambini di età inferiore o uguale ai sei anni assommavano a 109 028, dei quali 59 462 maschi e 49 566 femmine. Infine, coloro che erano in grado di saper almeno leggere e scrivere erano 578 778, dei quali 337 762 maschi e 241 016 femmine.